# Уайт, Эндрю (миссионер)
 Эндрю Уайт  (англ. Andrew White; 1579, Лондон, Англия — 27 декабря 1656, Англия) — английский иезуит, католический миссионер, участвовавший в создании колонии Мэриленд. Эндрю Уайт был летописцем ранней истории этой колонии. Его сочинения являются основным источником жизни коренных американцев того времени и миссии иезуитов в Северной Америке. Эндрю Уайта называют «апостолом» штата Мэриленд. Эндрю Уайт считается одним из основателей Джорджтаунского университета.

## Биография
Эндрю Уайт родился в Лондоне в 1579 году. В возрасте 14 лет поступил на обучение в иезуитский колледж, находившийся в Дуэ, Франция. С 1595 года Эндрю Уайт обучался в английском колледже святого Албана в Вальядолиде в Испании. В 1605 году Эндрю Уайт был рукоположен в священника и в том же году вернулся в Англию. Оказавшись задействованным в Пороховом заговоре, он был арестован в 1606 году и изгнан из Англии. Будучи в Лёвене, Бельгия, Эндрю Уайт 1-го февраля 1607 года вступил в монашеский орден иезуитов. Несмотря на угрозу смертной казни, Эндрю Уайт в 1609 году вернулся в Англию, чтобы заниматься пастырской деятельностью в Южной Англии.

### В Северной Америке
В 1625 году Эндрю Уайт обратил в католицизм сэра Джорджа Калверта, 1-го барона Балтимора, будущего 8-го губернатора Ньюфаундленда. В 1628 году Джордж Балтимор, будучи в колонии на полуострове Авалон, написал Эндрю Уайту письмо, в котором приглашал его проповедовать католицизм в Северной Америке. Эндрю Уйат показал это письмо генералу иезуитов Муцио Вителлески. После смерти Джорджа Калверта в 1632 году его сын Леонард Калверт пригласил Эндрю Уайта основать католическую миссию в районе Чесапикского залива.
22 ноября 1633 года Эндрю Уайт принял приглашение Леонарда Калверта и отбыл в Северную Америку. 25 марта 1634 года Эндрю Уайт прибыл вместе с Леонардом Калвертом и несколькими иезуитами на остров святого Климента, где сразу отслужил первую на территории современных США католическую мессу. Этот день считается днём основания колонии Мэриленд и ежегодно 25 марта в штате Мэриленд отмечается праздник Maryland Day. В июле 1634 года Эндрю Уайт написал свои первые заметки о жизни новой колонии, которые получили название «Relation of the Sucessefull Beginnings of the Lord Baltimore’s Plantation in Maryland».

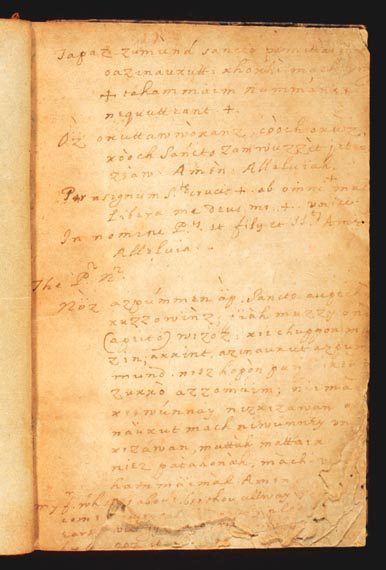
Записки Эндрю Уайта, 1634—1640 гг.

Следующие десять лет Эндрю Уайт провёл в городе Мэри-Сити, где занимался пастырской деятельностью среди колонистов и индейцев племени яокомико. В 1637 году к нему присоединились иезуиты Томас Копли и Фердинанд Пултон. Эндрю Уайт перевёл катехизис на язык местных индейцев, составил словарь, 5 июля 1640 года он крестил вождя племени пискатавай. Позже он обратил в католицизм племя, жившее в районе реки Патаксент.

### Возвращение в Англию
Английская гражданская война прервала миссионерскую деятельность Эндрю Уайта. В 1644 году колонисты-пуритане из колонии Джеймстаун под руководством Ричарда Игла захватили Мэри-Сити и Эндрю Уйат был схвачен и арестован. В 1645 году он был отправлен в Англию вместе с Томасом Копли. На родине его осудили за незаконное проникновение на территорию Англии в 1606 году и приговорили к смертной казни, которая была изменена на длительное заключение. Эндрю Уайт просил отправить его в Мэриленд, в чём ему было отказано.
27 декабря 1656 года Эндрю Уайт скончался.

## Сочинения
- A Declaration of the Lord Baltimore’s Plantation in Mary-land, nigh upon Virginia: manifesting the Nature, Quality, Condition and rich Utilities it contayneth. London 1633. Facsimile ed. by Lawrence C. Wroth, Baltimore 1929.
- Declaratio Coloniae Domini Baronis de Baltamoro in Terra Mariae prope Virginiam. qua ingenium, natura et conditio Regionis, et Multiplices Ejus Utilitates Ac Divitiae Describuntur. Compiled in Woodstock Letters 1, Bethesda 1872.
- A Relation of the Sucessefull Beginnings of the Lord Baltimore’s Plantation in Maryland. Being an extract of certaine Letters written from thence, by some of the Aduenturers, to their friends in England. To which is added, The Conditions of plantation propounded by his Lordship for the second voyage intended this present yeere, 1634. London 1634. Incomplete reproduction in John D.G. Shea: Early Southern Tracts 1, New York 1965. The original manuscript version (specified as the Lechford version) first printed in The Calvert Papers, volume 3, Maryland Historical Society Fund Publications 28, 34 — 35, Baltimore 1899.
- A Relation of Maryland. London 1635.
- Objections Answered Touching Maryland. In: A Moderate and Safe Expedient to Remove Jealousies and Feares, of Any Danger, or Prejudice to This State, by the Roman Catholicks of This Kingdome, and to Mitigate the Censure of Too Much Severity towards Them, with a Great Advantage of Honour and Profit to This State and Nation. London (?) 1646.
- Часть катехизиса на языке пискатавай, написанного Эндрю Уайтом